# Sint-Pauluskerk (Schwerin)
De Sint-Pauluskerk (Duits: St. Paulskirche) is een neogotische kerk in de Duitse stad Schwerin.

## Geschiedenis
Met de uitbreiding van de stad richting het westen door de toenemende bevolking, ontstond eveneens behoefte aan een kerkgebouw. Groothertog Paul Frederik liet zijn residentie in 1837 van Ludwigslust naar Schwerin verplaatsen en zo werd het nieuwe stadsdeel Paulsstadt naar hem vernoemd. De nieuwe kerk werd echter vernoemd naar de apostel Paulus. Het leggen van de eerste steen op 29 juni 1863 en de inwijding van het nieuwe kerkgebouw op 29 juni 1869 vonden plaats op de feestdag van de apostelen Petrus en Paulus.
In tegenstelling tot veel neogotische kerken in Duitsland is de inrichting van het kerkgebouw geheel bewaard gebleven. Daaronder bevinden zich de gebrandschilderde ramen met voorstellingen van de heilsgeschiedenis, de kansel en het altaar met werken van Karl Gottfried Pfannschmidt alsook de loge voor de vorst.

## Afbeeldingen

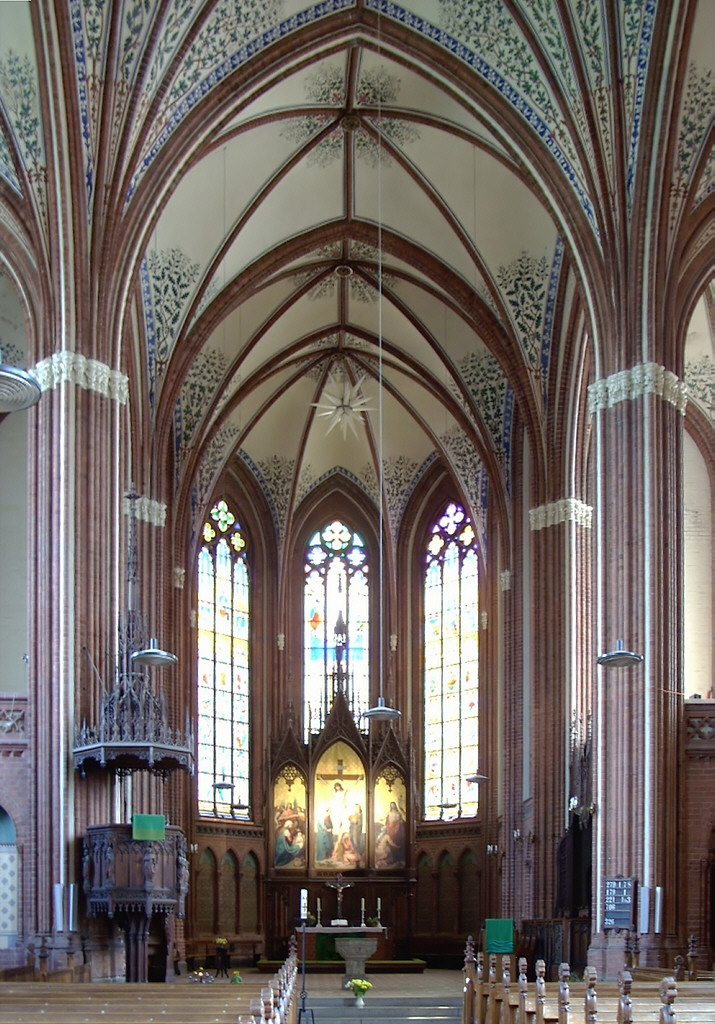
Interieur
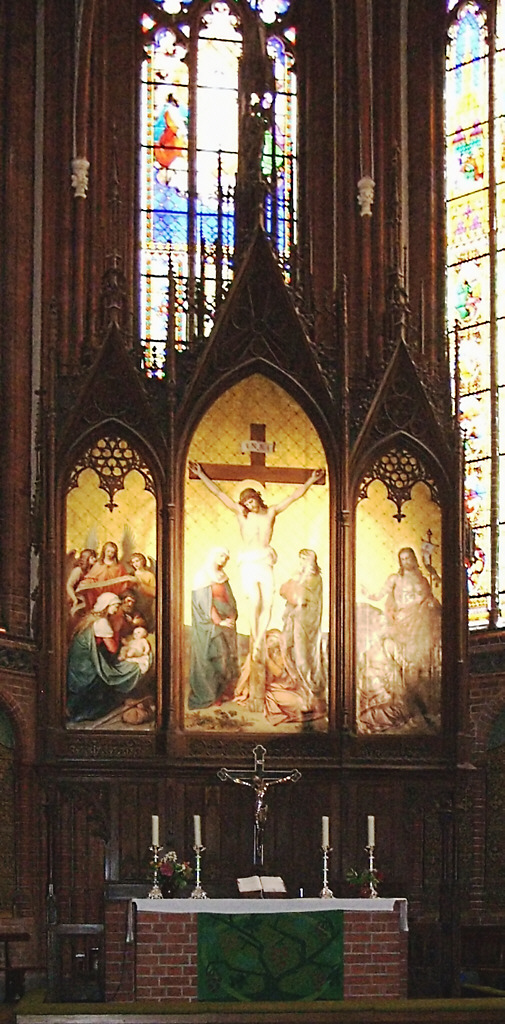
Altaar